# Jesteśmy snem
Jesteśmy snem (tyt. oryg. Lathe of Heaven) – powieść Ursuli K. Le Guin z 1971 roku, z pogranicza science fiction i fantasy, poruszająca problem światów alternatywnych i możliwości ludzkiego wpływu na rzeczywistość, nominowana do nagród Nebuli w 1971 i Hugo w 1972, laureatka nagrody Locusa w 1972.

## Fabuła
Rzecz dzieje się w Portland, w 2002 roku, czyli w stosunkowo bliskiej przyszłości względem daty wydania książki (1971). Opisany świat jest mocno zbliżony do rzeczywistości lat 1970. z jej wieloma problemami. George Orr uważa, że jego sny mają możliwość zmiany świata (z której tylko on zdaje sobie sprawę, albowiem po zmianie zmieniają się wspomnienia wszystkich ludzi). Przerażony swoją mocą stara się powstrzymać od śnienia, nadużywa środków farmakologicznych i w efekcie trafia na terapię do dr. Williama Habera. Psychiatra początkowo nie wierzy Orrowi, ale wkrótce orientuje się, że możliwości pacjenta są prawdziwe. Haber, wykorzystując skonstruowaną przez siebie maszynę mającą zdolność analizy i wzmacniania snów, stara się kierować snami Orra, by rozwiązywać gnębiące ludzkość problemy. Okazuje się jednak, że nie ma prostych rozwiązań złożonych problemów: przeludnienie śniący Orr „rozwiązuje” wywołując pandemię zabijającą 6/7 ludzkości, konflikty międzypaństwowe – sprowadzając Obcych, przeciw którym jednoczy się ludzkość itp. Ostatecznie Orr stara się uwolnić spod wpływu Habera, który – uważając, że zbadał zjawisko dostatecznie – postanawia samemu „śnić aktywnie”, co niemal doprowadza do zagłady świata. Orr, mobilizując ukrytą siłę woli, dociera na czas i wyłącza wzmacniacz snów ocalając świat, który wszakże jest „potrzaskany”, z różnymi fragmentami rzeczywistości nie do końca do siebie pasującymi. Haber przeżywa kosztem demencji.

## Tytuł
Oryginalny tytuł pochodzi z księgi taoistycznego filozofa Zhuangzi (rozdział XXIII Gengsang chu, par. 7), fragmentu cytowanego jako motto rozdziału trzeciego. W oryginale brzmi on:

To know to stop where they cannot arrive by means of knowledge is the highest attainment. Those who cannot do this will be destroyed on the lathe of Heaven. (知止乎其所不能知，至矣。若有不即是者，天鈞敗之.)

W polskim tłumaczeniu brzmi on:

Zatrzymać poznanie przy granicy niepoznawalnego jest doskonałością. A tych, co tego nie robią, zniszczy Garncarskie Koło nieba.

W polskim wydaniu jako tytułu użyty został zamiast tego fragment z rozdz. II Zhuangzi, w książce Le Guin będący mottem do rozdziału pierwszego:

My z tobą obaj jesteśmy snem. I ja, który mówię, że jestem snem, snem też jestem. Takie słowa nazywa się paradoksami.

## Analiza
Powieść, aczkolwiek zaliczana do fantastyki naukowej ma silne elementy magiczne – w szczególności możliwości głównego bohatera. Można ją uznać za wariant opowieści o dżinie z lampy, zadającej pytanie o umiejętność mądrego wyboru w obliczu posiadania ogromnych możliwości. Haber, aczkolwiek działa z zasadniczo altruistycznych pobudek, próbując ulepszyć jeden aspekt rzeczywistości pogarsza, lub przynajmniej zmienia w nieoczekiwany sposób – inny. Efektem posiadania nadmiernej mocy, nawet gdy usiłuje się czynić dobrze, jest zniszczenie posiadającego.
Nazwisko głównego bohatera jest najprawdopodobniej aluzją do George’a Orwella, do którego dystopii Rok 1984 powieść kilkakrotnie nawiązuje, choć w ironiczny sposób: fatalne warunki życia są raczej wynikiem bałaganu i przeludnienia niż totalitaryzmu, a Orr przez swe (sterowane przez Habera) śnienie sam jest autorem kilku dystopii. Orr nie jest szczególnie przenikliwy, myśli i działa raczej intuicyjnie, trzyma się konkretów, ale równocześnie posiada głęboką łączność ze światem i dao. Haber, błyskotliwy, operuje abstrakcjami i traktuje świat instrumentalnie, jako coś, co on – kierownik i przywódca, jest w stanie ulepszyć; w rzeczywistości zaś jest emocjonalnie i moralnie pusty.

## Przekłady i ekranizacje
Polski przekład wydało w 1991 wydawnictwo Phantom Press, w tłumaczeniu Agnieszki Sylwanowicz.
Powieść była dwukrotnie ekranizowana, w obydwu przypadkach na potrzeby telewizji: w 1980 i 2002 roku.